# Mistrzostwa Ameryki i Pacyfiku Juniorów w Saneczkarstwie 2018
Mistrzostwa Ameryki i Pacyfiku Juniorów w saneczkarstwie 2018 odbyły się w dniach 20 - 21 stycznia 2018 w niemieckim Winterbergu. Zawodnicy rywalizowali w trzech konkurencjach: jedynkach kobiet, jedynkach mężczyzn oraz dwójkach mężczyzn.
Tegoroczną rywalizację zdominowali reprezentanci Kanady: wśród pań najlepsza była Carolyn Maxwell. U panów najlepszy okazał się Nicholas Klimchuk-Brown. Zaś rywalizację w duecie wygrała również ekipa Kanadyjczyków w składzie: Nicholas Klimchuk-Brown i Adam Daniel Shippit.

## Terminarz
| Data             | Miejscowość | Konkurencja      | Złoto                                                | Srebro                                                 | Brąz                |
| ---------------- | ----------- | ---------------- | ---------------------------------------------------- | ------------------------------------------------------ | ------------------- |
| 21 stycznia 2018 | Winterberg  | Jedynki kobiet   | Carolyn Maxwell                                      | Samantha Helen Judson                                  | Makena Hodgson      |
| 21 stycznia 2018 | Winterberg  | Jedynki mężczyzn | Nicholas Klimchuk-Brown                              | Sean Hollander                                         | Adam Daniel Shippit |
| 20 stycznia 2018 | Winterberg  | Dwójki mężczyzn  | Kanada Nicholas Klimchuk-Brown · Adam Daniel Shippit | Stany Zjednoczone Dana William Kellogg · Duncan Segger |                     |

## Wyniki

### Jedynki kobiet
- Data / Początek: Niedziela 21 stycznia 2018

| Medal | Zawodniczka            | Narodowość        | 1. zjazd | 2. zjazd | Czas     | Strata |
| ----- | ---------------------- | ----------------- | -------- | -------- | -------- | ------ |
|       | Carolyn Maxwell        | Kanada            | 44.670   | 44.554   | 1:29.224 | –      |
|       | Samantha Helen Judson  | Kanada            | 44.566   | 44.787   | 1:29.353 | +0.129 |
|       | Makena Hodgson         | Kanada            | 44.619   | 44.767   | 1:29.386 | +0.162 |
| 4.    | Brittney Arndt         | Stany Zjednoczone | 44.762   | 44.735   | 1:29.497 | +0.273 |
| 5.    | Verónica María Ravenna | Argentyna         | 44.738   | 45.104   | 1:29.842 | +0.618 |
| 6.    | Ashley Farquharson     | Stany Zjednoczone | 44.814   | 45.203   | 1:30.017 | +0.793 |
| 7.    | Kyla Marie Graham      | Kanada            | 45.202   | 44.966   | 1:30.168 | +0.944 |
| 8.    | Katherine Bishop       | Stany Zjednoczone | 45.596   | 45.765   | 1:31.361 | +2.137 |
| 9.    | Grace Weinberg         | Stany Zjednoczone | 45.063   | 47.404   | 1:32.467 | +3.243 |

### Jedynki mężczyzn
- Data / Początek: Niedziela 21 stycznia 2018

| Medal | Zawodnik                | Narodowość        | 1. zjazd | 2. zjazd | Czas     | Strata |
| ----- | ----------------------- | ----------------- | -------- | -------- | -------- | ------ |
|       | Nicholas Klimchuk-Brown | Kanada            | 56.638   | 56.754   | 1:53.392 | –      |
|       | Sean Hollander          | Stany Zjednoczone | 57.521   | 57.640   | 1:55.161 | +1.769 |
|       | Adam Daniel Shippit     | Kanada            | 57.688   | 57.604   | 1:55.292 | +1.900 |
| 4.    | Mathew Riddle           | Kanada            | 57.484   | 58.300   | 1:29.657 | +2.392 |
| 5.    | Samuel Eckert           | Stany Zjednoczone | 58.285   | 57.946   | 1:56.231 | +2.839 |
| 6.    | Zachary di Gregorio     | Stany Zjednoczone | 58.483   | 57.872   | 1:56.355 | +2.963 |
| 7.    | Aihemaiti Alabati       | Chiny             | 58.756   | 58.752   | 1:57.508 | +4.116 |

### Dwójki mężczyzn
- Data / Początek: Sobota 20 stycznia 2018

| Medal | Zawodnicy                                   | Narodowość        | 1. zjazd | 2. zjazd | Czas     | Strata |
| ----- | ------------------------------------------- | ----------------- | -------- | -------- | -------- | ------ |
|       | Nicholas Klimchuk-Brown/Adam Daniel Shippit | Kanada            | 43.955   | 44.175   | 1:28.130 | –      |
|       | Dana William Kellogg/Duncan Segger          | Stany Zjednoczone | 44.567   | 44.414   | 1:28.981 | +0.851 |

## Klasyfikacja medalowa
| Miejsce | Państwo           |   |   |   | Razem |
| ------- | ----------------- | - | - | - | ----- |
| 1.      | Kanada            | 3 | 1 | 2 | 6     |
| 2.      | Stany Zjednoczone | 0 | 2 | 0 | 2     |